# Deltochilum cristatum
Deltochilum cristatum là một loài bọ cánh cứng trong họ Bọ hung (Scarabaeidae).